# Daniel McDonnell
Daniel McDonnell (Glendale (Arizona), 15 de septiembre de 1988) es un jugador profesional de voleibol americano, juego de posición central. 

## Palmarés

### Clubes
Supercopa de Francia:
- 2014

Copa de Francia:
- 2015

Campeonato de Francia:
- 2015, 2017[2]

Challenge Cup:
- 2017

Copa de Polonia:
- 2018

Campeonato de Polonia:
- 2018

### Selección nacional
Copa Panamericana:
- 2012

Campeonato NORCECA:
- 2017

Liga de Naciones:
- 2018

Campeonato Mundial:
- 2018